# Tournefortia andina
Tournefortia andina är en strävbladig växtart som beskrevs av Nathaniel Lord Britton och Henry Hurd Rusby. Tournefortia andina ingår i släktet Tournefortia och familjen strävbladiga växter. Inga underarter finns listade i Catalogue of Life.